# Részecskefelfedezések évszámokban
A szubatomi részecskék, ezen belül az elemi részecskék felfedezésének története évszámokban.
- 1858: katódsugárzást hozott létre Julius Plücker (később az elektronnal azonosították)
- 1897: Az elektront Joseph John Thomson fedezte fel
- 1899: alfa-részecske Ernest Rutherford fedezte fel az urán bomlásában
- 1900: gamma-sugárzás (nagy energiájú foton) Paul Villard fedezte fel urán bomlásában.
- 1911: atommag Ernest Rutherford fedezte fel, a Hans Geiger és Ernest Marsden által megfigyelt szórás alapján. (Rutherford-kísérlet)
- 1919: proton Ernest Rutherford fedezte fel
- 1932: neutron James Chadwick fedezte fel
- 1932: pozitron Carl David Anderson fedezte fel kozmikus sugárzásban (megjósolta Paul Dirac 1927-ben)
- 1937: müon Seth Neddermeyer, Carl Anderson, J. Curry Street és E.C. Stevenson fedezte fel, kozmikus sugárzásban ködkamra használatával. (pionnak gondolták 1946-ig)
- 1947: a piont Cecil Powell fedezte fel (megjósolta Jukava Hideki 1934-ben)
- 1947: a kaont, az elsőként felfedezett ritka részecskét, George Rochester és Clifford Charles Butler fedezte fel
- 1955: antiproton Owen Chamberlain, Emilio Segre, Clyde Wiegand és Thomas Ypsilantis fedezte fel
- 1956: neutrínó Frederick Reines és Clyde L. Cowan fedezte fel a neutrínókísérletben (megjósolta Wolfgang Pauli 1931-ben a béta-bomlásbeli energiamegmaradás-sértés magyarázatára)
- 1962: müonneutrínó a Leon Max Lederman által vezetett csoport bebizonyította, hogy különbözik az elektronneutrínótól (kétneutrínó-kísérlet)
- 1964: a Higgs-bozont előrejelezték, mint a Higgs-mechanizmus egyik kellékét, mely a gyenge kölcsönhatás közvetítő bozonjainak tömeget ad, Peter Higgs jóslata (2005-ben még mindig csak-csak feltételezett, de alsó és felső tömegkorlátokat kaptak rá korábbi mérésekből, emiatt széles körben elfogadott, hogy a CERN épülő Nagy Hadronütköztetője (LHC) a 2010-es évek elején felfedezi).
- 1969: partonok (a hadronok összetevői) elektron és proton közötti mélyen rugalmatlan szórás-kísérletekben figyelték meg az SLAC-nál, (Megjósolták Murray Gell-Mann és George Zweig 1963-ban). Ez tulajdonképpen az up, down és strange-kvarkok felfedezése.
- 1974: J/ψ részecske Burton Richter és Samuel C. C. Ting által vezetett két független csoport felfedezése, a c-kvark (charm) létezésének bizonyítéka (megjósolta Sheldon Glashow, John Iliopoulos és Luciano Maiani 1970-ben)
- 1975: A tau leptont felfedezte a Martin Lewis Perl által vezetett csoport
- 1977: Üpszilon-részecske, a Fermilabban fedezték fel, ezzel bizonyítva a b-kvark (bottom vagy beauty) létezését (megjósolta Kobajasi és Maszkava 1973-ban)
- 1979: gluon, a német DESY-ben megfigyelt három-dzsetes esemény bizonyította indirekt módon.
- 1983: W- és Z-bozonok Carlo Rubbia, Simon van der Meer és a CERN UA-1 együttműködése találta meg (sokak által keresett részecske, részletesen Sheldon Lee Glashow, Abdus Salam és Steven Weinberg írta le az 1960-as években)
- 1995: a top-kvark, a Fermilab fedezte fel
- 2000: a tau-neutrínóról bebizonyították a Fermilabban, hogy a másik kettő neutrínótól különbözik
- 2011: Antihélium-4-et hoztak létre és mértek ki a STAR detektorral; ez az első elem, amelyet felfedezett a kísérlet
- 2012: Olyan részecskét fedeztek fel, amelynek tulajdonságai egyeznek a Higgs-bozon legtöbb megjósolt tulajdonságával. A felfedezést a CERN Nagy Hadronütköztető Gyűrűjének (LHC) két kísérletében, a Compact Muon Solenoid és az ATLAS-kísérlet tette meg.[1]